# SH706i
FOMA SH706i（フォーマ・エスエイチ なな まる ろく アイ）は、シャープによって開発された、NTTドコモの第三世代携帯電話 （FOMA）端末である。

## 概要
前機種（SH705i）に比べ、情報量約4倍の480×854ドットの高解像度をもつ3.0インチ「NewモバイルASV液晶」を搭載する。前機種では折りたたみ式に対し、今回はスライド式とした。ドコモの90xシリーズ以外では初のフルワイドVGA液晶搭載機になった。
ワンセグ機能も充実しており、よりなめらかにするフレーム補完技術を搭載し、本体メモリへの録画も可能になった。（約30分）
独自の「すかし液晶」技術を応用した「ベールビュー」機能も進化し、左右方向だけでなく上下方向からでも見えにくくする「新ベールビュー」を搭載する。表示パターンはドコモダケをはじめ6種類（内2種類はアニメバージョンあり）があらかじめ用意されている。
臨場感溢れるサウンドを楽しめる音響技術「ドルビーモバイル」を搭載する。この機能は音楽鑑賞だけでなく、ワンセグ放送やWMV方式の動画にも対応する。（ドルビーモバイルは別売りのステレオイヤホンを使うことで対応となる。）
また、前機種では非搭載となっていた「TOUCH CRUISER」はSH906i、SH906iTVと同じ光学式の「光TOUCH CRUISER」として新たに搭載された。また、スライドするだけで受話・終話することができる「スライド連携」機能を装備している。後継機種はSH-02A。
| 主な対応サービス           | 主な対応サービス                    | 主な対応サービス                | 主な対応サービス                       |
| -------------------------- | ----------------------------------- | ------------------------------- | -------------------------------------- |
| DCMX／おサイフケータイ     | うた・ホーダイ                      | 着うたフル／着うた              | デジタルオーディオプレーヤー(WMA)(AAC) |
| 直感ゲーム／メガiアプリ    | Music&Videoチャネル／ビデオクリップ | GSM／3Gローミング（WORLD WING） | プッシュトーク                         |
| FOMAハイスピード           | GPS／ケータイお探し                 | デコメール／デコメ絵文字        | iチャネル                              |
| 着もじ                     | テレビ電話／キャラ電                | 電話帳お預かりサービス          | フルブラウザ                           |
| おまかせロック／バイオ認証 | 外部メモリーへiモードコンテンツ移行 | トルカ                          | iC通信／iCお引越しサービス             |
| きせかえツール／マチキャラ | バーコードリーダ／名刺リーダ        | 2in1                            | エリアメール                           |

1. ↑  インカメラ非搭載の為、「体を動かす」を中心とした一部コンテンツには非対応。
2. ↑  BモードのメールはWebメールとなる。

### プリインストールiアプリ
- 直感♪プレーパーク
- エメラルディア
- ファミリンクリモコン for AQUOS - 液晶テレビ「AQUOS」やブルーレイレコーダー「AQUOSブルーレイ」などに搭載しているファミリンク機能を利用して、端末で操作できる。
- ネット辞典
- アバターメーカー for SH
- モバイルGoogleマップ
- 地図アプリ
- Gガイド番組表リモコン
- 日英版しゃべって翻訳 for SH
- 楽オク出品アプリ2
- FOMA通信環境確認アプリ
- iD設定アプリ
- DCMXクレジットアプリ
- iアプリバンキング

### ワンセグ機能
- EPG（録画予約も可）
- 本体メモリへの録画
- 外部メモリ（microSDHC）への録画
- 字幕放送
- マルチウィンドウ
- フレームレートを15fpsから30fpsにするフレーム補完技術

## 歴史
- 2008年5月20日 - 電気通信端末機器審査協会 (JATE) 通過
- 2008年5月27日 - F906i・F706i・N906i・N906iμ・N906iL・N706i・N706ie・P906i・P706ie・P706iμ・SH906i・SH906iTV・SH706i・SH706ie・SH706iw・SO906i・SO706i・L706ie・NM706iの開発が発表。
- 2008年7月11日 - 発売開始